# Karaburun

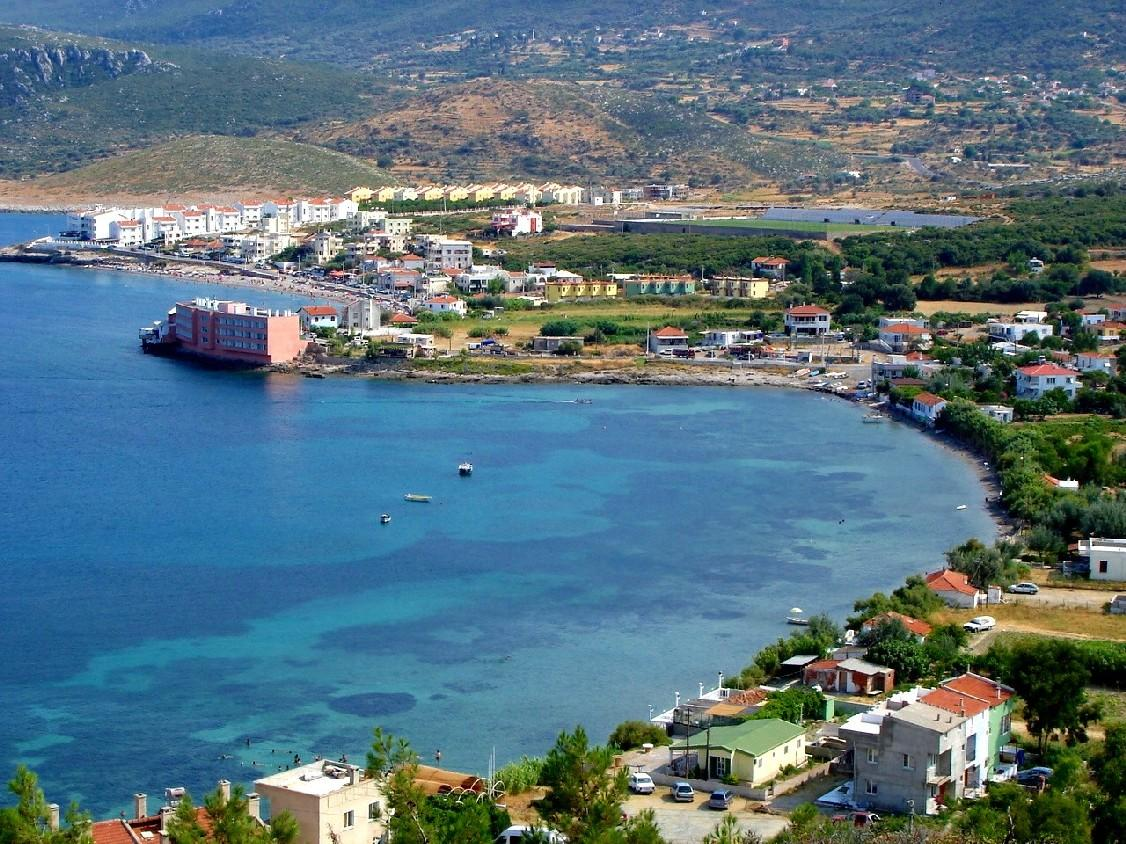
Karaburun

Karaburun ist eine Stadtgemeinde (Belediye) im gleichnamigen Ilçe (Landkreis) der Provinz Izmir in der türkischen Ägäisregion und gleichzeitig ein Stadtbezirk der 1984 gebildeten Büyükşehir belediyesi İzmir (Großstadtgemeinde/Metropolprovinz). Seit der Gebietsreform ab 2013 ist die Gemeinde flächen- und einwohnermäßig identisch mit dem Landkreis.
Karaburun liegt auf der gleichnamigen Halbinsel westlich des Zentrums der Provinzhauptstadt Izmir. Sie grenzt im Süden an den Kreis/Stadtbezirk Urla. Ein etwa 17 km breiter Sund trennt Karaburun von der griechischen Inselgruppe Inousses im Westen. Karaburun ist der am geringsten besiedelte Landkreis/Stadtbezirk der Provinz/Büyükşehir und hat auch die niedrigste Bevölkerungsdichte.

## Verwaltung
Der Kreis  (bzw. Kaza als Vorgänger) wurde 1910 gebildet und wies zur ersten Volkszählung 1927 eine Einwohnerschaft von 7.932 (auf 460 km² Fläche) in 27 Dörfern auf. Der Verwaltungssitz Kara-Bouroune (damalige, an das französisch angelehnte Schreibweise) wies 736 Einwohner auf.
(Bis) Ende 2012 bestand der Landkreis neben der Kreisstadt (2012: 3.728 Einw.) aus der Stadtgemeinde (Belediye) Mordoğan sowie 13 Dörfern (Köy, zusammen 2.657 Einw.), die während der Verwaltungsreform 2013/2014 in Mahalle (Stadtviertel/Ortsteile) überführt wurden. Die zwei Mahalle der Kreisstadt blieben unverändert erhalten, während die fünf Mahalle von Mordoğan (2012: 3.420 Einw.) zu einem Mahalle vereint wurden. Durch die Herabstufung zu Mahalle stieg deren Zahl auf 16 an. Ihnen steht ein Muhtar als oberster Beamter vor.
Ende 2020 lebten im Durchschnitt 708 Menschen in jedem Mahalle, 4.879 Einw. im bevölkerungsreichsten (Mordoğan Mah.).

## Geschichte
Obwohl man nicht mit Sicherheit weiß, seit wann die Halbinsel bewohnt ist, wurden an verschiedenen Stellen Siedlungsspuren aus der Zeit des Chalkolithikums (5000–3000 v. Chr.) gefunden. Nur vier Kilometer von Karaburun-Stadt entfernt fanden sich in einer Grotte eine Reihe aus der Bronzezeit stammender Werkzeuge und Gebrauchsgegenstände. Dies bedeutet, dass Karaburun-Stadt eine sehr lange Geschichte haben muss.
Der älteste bekannte Name für die Halbinsel ist Mimas. In der Periode der Ionischen Konföderation gab es eine Ansiedlung namens Stelar oder Stylarius, die an der Stelle des heutigen Karaburun-Stadt vermutet wird. Im Mittelalter wurde der Name Capo Calaberno verwendet. In der türkischen Zeit erhielt Karaburun-Stadt den Namen Ahurlu oder Ahırlı, was Stall hieß. Erst während der Osmanischen Herrschaft wurde der Name Karaburun verwendet.
Der weltbekannte Seefahrer Piri Reis (16. Jahrhundert) gibt in seinem Kitab-i Bahriye detaillierte Informationen über die Küste von Karaburun. Der türkische Reisende Evliya Çelebi, der in der zweiten Hälfte des 17. Jahrhunderts lebte, hat Karaburun besucht und beschrieb die Stadt als „Einkommensquelle des Mollahs von Izmir, ein Ort mit einer Moschee, einem Türkischen Bad, sieben Geschäften und umgeben von Olivenhainen und Weingärten“.
Die im Stadtlogo/Stadtwappen vorhandene Jahreszahl (1910) dürfte auf das Jahr der Ernennung zur Stadtgemeinde (Belediye) hinweisen, 1910 wurde der Kreis gebildet.

## Etymologie
Es ist durchaus möglich, dass der Name Karaburun vom Wort Calaberno abgeleitet worden ist. Eine andere Erklärung für den Ursprung des Namens wäre, dass in vor-muslimischer Zeit das türkische Wort kara für „Norden“ und ak für „Süden“ verwendet wurde. Dann könnte man schließen, dass Karaburun zur Bezeichnung des nördlich liegenden Kaps (burun) und Akburun für das mehr südlich liegende Kap (Esendere) verwendet wurde. Karaburun heißt aber auch „Schwarze Nase“ (kara: „schwarz, dunkel“; burun: „Nase“). Der Berg an der Spitze der Halbinsel, unter dem die Stadt Karaburun liegt, trägt denselben Namen. Der Name kann auch einfach von der Form des Berges abgeleitet sein.